# Liste des fusils à pompe

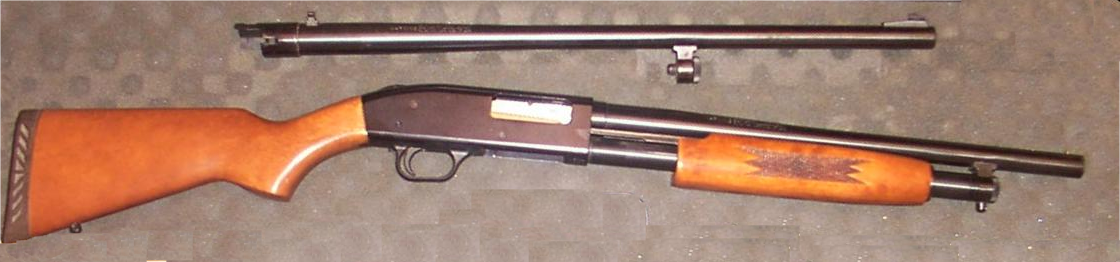
Un fusil à pompe Mossberg 500.

Cette liste des fusils à pompe recense les fusils à pompe, des fusils dans lequel la poignée peut être « pompée » d'avant en arrière pour éjecter les munitions tirées et amener en chambre une nouvelle cartouche.
Le fusil à pompe est beaucoup plus rapide qu'une carabine et un peu plus rapide qu'un fusil à levier, car il n'exige pas que la main soit retirée de la queue de détente tout en rechargeant. Lorsqu'elle est utilisée dans les fusils, cette action est aussi communément appelé « action slide ».

## Liste des fusils à pompe par ordre alphabétique
| Nom                             | Fabricant                         | Image | Calibre                                                  | Type                            | Pays d'origine   | Année |
| ------------------------------- | --------------------------------- | ----- | -------------------------------------------------------- | ------------------------------- | ---------------- | ----- |
| Bandayevsky RB-12 (en)          |                                   |       | Calibre 12                                               | Fusil de chasse                 | Russie           | 1995  |
| Benelli M3 Super 90             | Benelli Armi SpA                  |       | Calibre 12                                               | Fusil militaire                 | Italie           | 1989  |
| Benelli Nova (en)               | Benelli Armi SpA                  |       | Calibre 12 Calibre 20                                    | Fusil de chasse                 | Italie           | 1999  |
| Benelli Supernova (en)          | Benelli Armi SpA                  |       | Calibre 12                                               | Fusil de chasse                 | Italie           | 2006  |
| Ciener Ultimate Over/Under (en) |                                   |       | Calibre 12                                               | Fusil de chasse                 | États-Unis       | 1989  |
| FABARM SDASS                    | FABARM                            |       | Calibre 12                                               | Fusil de chasse Fusil militaire | Italie           | 2005  |
| FN Police                       | FN Herstal                        |       | Calibre 12                                               | Fusil militaire                 | Belgique         | 1995  |
| Franchi SPAS 12                 | Luigi Franchi S.p.A               |       | Calibre 12                                               | Fusil militaire                 | Italie           | 1972  |
| Heckler & Koch FABARM FP6 (en)  | Fabbrica Bresciana Armi           |       | Calibre 12                                               | Fusil militaire                 | Allemagne Italie | 1998  |
| Ithaca 37                       | Ithaca Gun Company (en)           |       | Calibre 12 Calibre 16 Calibre 20 Calibre 28              | Fusil de chasse Fusil militaire | États-Unis       | 1933  |
| KAC Masterkey (en)              | Knight's Armament Companyy (en)   |       | Calibre 12                                               | Fusil militaire                 | États-Unis       | 1980  |
| Kel-Tec KSG                     | Kel-Tec CNC Industries Inc. (en)  |       | Calibre 12                                               | Fusil militaire                 | États-Unis       | 2011  |
| KS-23                           | TsNIITochMash                     |       | 23x75mmR                                                 | Arme anti-émeute                | Union soviétique | 1971  |
| MAG-7 (en)                      | Techno Arms PTY                   |       | Calibre 12                                               | Fusil militaire                 | Afrique du Sud   | 1995  |
| Molot Bekas-M (en)              | Viatskie Poliany                  |       | Calibre 12 Calibre 16                                    | Fusil de chasse                 | Russie           | 1999  |
| Mossberg 500                    | O.F. Mossberg & Sons              |       | Calibre 12 Calibre 20 Calibre .410                       | Fusil de chasse                 | États-Unis       | 1960  |
| Mossberg 590                    | O.F. Mossberg & Sons              |       | Calibre 12 Calibre 20 Calibre .410                       | Fusil militaire                 | États-Unis       | 1960  |
| New Haven 600                   | O.F. Mossberg & Sons              |       | Calibre 12 Calibre 16 Calibre 20 Calibre .410            | Fusil de chasse                 | États-Unis       | 1960  |
| Neostead NS2000                 | Truvelo Armoury                   |       | Calibre 12                                               | Fusil militaire                 | Afrique du Sud   | 1991  |
| Norinco HP9-1 (en)              | Norinco                           |       | Calibre 12                                               | Fusil militaire                 | Chine            |       |
| Remington 870                   | Remington Arms                    |       | Calibre 12 Calibre 16 Calibre 20 Calibre 28 Calibre .410 | Fusil de chasse Fusil militaire | États-Unis       | 1951  |
| Remington 887                   | Remington Arms                    |       | Calibre 12                                               | Fusil de chasse Fusil militaire | États-Unis       | 2009  |
| Remington Model 10              | Remington Arms                    |       | Calibre 12 Calibre 16 Calibre 20                         | Fusil de chasse Fusil militaire | États-Unis       | 1908  |
| Remington Model 17 (en)         | Remington Arms                    |       | Calibre 20                                               | Fusil militaire                 | États-Unis       | 1913  |
| Remington Model 31 (en)         | Remington Arms                    |       | Calibre 12 Calibre 16 Calibre 20                         | Fusil de chasse                 | États-Unis       | 1931  |
| RMB-93 (en)                     | KBP Instrument Design Bureau      |       | Calibre 12                                               | Fusil militaire                 | Russie           | 1993  |
| TOZ-194 (en)                    | Toulski Oroujeïny Zavod           |       | Calibre 12                                               | Fusil militaire                 | Russie           | 1990  |
| Valtro PM-5/PM-5-350 (en)       | Valtro                            |       | Calibre 12                                               | Fusil militaire                 | Italie           | 1980  |
| Winchester Model 1897           | Winchester Repeating Arms Company |       | Calibre 12                                               | Fusil de chasse Fusil militaire | États-Unis       | 1897  |
| Winchester Model 1912           | Winchester Repeating Arms Company |       | Calibre 12 Calibre 16 Calibre 20 Calibre 28              | Fusil de chasse Fusil militaire | États-Unis       | 1912  |
| Winchester 1200                 | Winchester Repeating Arms Company |       | Calibre 12 Calibre 16 Calibre 20                         | Fusil de chasse Fusil militaire | États-Unis       | 1964  |
| Winchester 1300                 | Winchester Repeating Arms Company |       | Calibre 12                                               | Fusil de chasse                 | États-Unis       | 2011  |

## Liste des fusils à pompe par nationalité
Afrique du Sud
- MAG-7 (en)
- Neostead NS2000

 Allemagne
- Heckler & Koch FABARM FP6 (en)

 Belgique
- FN Police

 Chine
- Norinco HP9-1 (en)

 États-Unis
- Ciener Ultimate Over/Under (en)
- Ithaca 37
- KAC Masterkey (en)
- Kel-Tec KSG
- Mossberg 500
- Mossberg 590
- New Haven 600
- Remington 870
- Remington 887
- Remington Model 10
- Remington Model 17 (en)
- Remington Model 31 (en)
- Winchester Model 1897
- Winchester Model 1912
- Winchester 1200
- Winchester 1300

 Italie
- Benelli M3 Super 90
- Benelli Nova (en)
- Benelli Supernova (en)
- Fabarm
- Franchi SPAS 12
- Heckler & Koch FABARM FP6 (en)
- Valtro PM-5/PM-5-350 (en)

 Russie/ Union soviétique
- Bandayevsky RB-12 (en)
- KS-23
- Molot Bekas-M (en)
- RMB-93 (en)
- TOZ-194 (en)

Turquie :
Armsan RS-X2
Derya Mk12